# Pécsdevecser
Pécsdevecser là một thị trấn thuộc hạt Baranya, Hungary. Thị trấn này có diện tích 4,74 km², dân số năm 2010 là 98 người, mật độ 21 người/km².